# SMS Schwaben
SMS Schwaben byla čtvrtou bitevní lodí typu predreadnought třídy Wittelsbach postavenou pro německé císařské námořnictvo. Její kýl byl položen v loděnici Kaiserliche Werft Wilhelmshaven ve Wilhelmshavenu v roce 1900 a dokončena byla v dubnu 1904. Jejími sesterskými loděmi byly Wittelsbach, Zähringen, Wettin a Mecklenburg. Šlo o první válečné lodě postavené podle zákona o námořnictvu z roku 1898, prosazený admirálem Alfredem von Tirpitzem. Schwaben byl vyzbrojen čtyřmi hlavními děly ráže 240 mm (9,4 palce) a dosahoval maximální rychlost 18 uzlů (33 km/h; 21 mph).
V letech 1904 až 1914 strávila Schwaben většinu své kariéry jako výcviková loď pro nácvik dělostřelby, i když se také často účastnila cvičení celého námořnictva. Po začátku první světové války v srpnu 1914 byla loď se svými sestrami mobilizována jako IV. bitevní eskadra. V Severním moři sloužila jako strážní loď a v Baltském moři čelila ruským silám. Hrozba britských ponorek  v roce 1916 přinutila loď k ústupu z Pobaltí. Po zbytek války sloužil Schwaben jako strojní výcviková loď pro kadety námořnictva. Po válce si ji Reichsmarine udržela a znovu aktivovala v roce 1919 až do června 1920, kdy  v Baltském moři sloužila jako depotní loď pro minolovky typu F. Loď byla vyškrtnuta ze seznamu námořnictva v březnu 1921 a ve stejný rok prodána k sešrotování.